# Горный рельс

Горный рельс на грузовой автомашине в рабочем положении

Горный рельс или горный тормоз — автомобильное противооткатное приспособление в виде металлической балки крестообразного сечения с грунтозацепами, которая присоединяется к раме транспортного средства натяжными цепями и обеспечивает остановку машины при её самопроизвольном скатывании или сползании вниз по склону.
В рабочем положении горный рельс подвешивается на цепях к раме или заднему мосту машины так, чтобы, находясь в положении перпендикулярно направлению движения, он мог волочиться за транспортным средством на дистанции 20—30 см от задних колёс. При преодолении крутых подъёмов в случае скатывания машины его задача — обеспечивать надёжную остановку автомобиля через создание упора для задних скатов.
В нерабочем положении горный рельс фиксируется вплотную к несущей раме транспортного средства.